# Іванова Римма Михайлівна
Римма Михайлівна Іванова (15 (27) червня 1894, Ставрополь — 9 (22) вересня 1915, неподалік села Доброславка, Пінський повіт, Мінська губернія) — сестра милосердя, учасниця Першої світової війни, єдина в Російській імперії жінка, нагороджена військовим орденом Святого Георгія 4-го ступеня. Почесний громадянин міста Ставрополя (2016)

## Біографія
Римма Іванова народилася в сім'ї казначея духовної консисторії колезького асесора Михайла Івановича Іванова та його дружини Олени Ніканорівни Іванової (Данішевської). Батько Римми «за відмінно-старанну службу та особливі труди» був нагороджений орденом Святого Станіслава 3-го ступеня та срібною медаллю в пам'ять царювання Олександра Третього.
Розповідають, що коли в дитинстві її запитували, ким вона хоче стати, вона швидкко відповідала: «Солдатом!».
У 1902 році Римма вступила до Ольгинської жіночої гімназії, яка призначалася для дівчаток з родин дрібних чиновників і міщан на відміну від елітної — Олександрівської — для потомствених дворянок.
Римма була однією з найкращих учениць у класі.
За кілька днів до закінчення гімназії Римма гуляла з подругами в Архієрейському лісі навколо глибокого озера. На їх очах якийсь молодий чоловік послизнувся, впавши з підмостків у воду і почав тонути. Поруч було багато людей, але вони розгубилися. Тоді Римма кинулася на допомогу у чому була: легких туфельках, сукні. Потопаючий був врятований.
У 1913 році вона закінчила Ольгинську гімназію і збиралася продовжити освіту на вищих економічних курсах у Санкт-Петербурзі. Батьки вмовили її відкласти поїздку на рік.
Восени того ж року стала працювати народною вчителькою в земській школі села Петровське Благодарненського повіту Ставропольської губернії. Училище не мало свого приміщення, але Римму це не зупиняло. Відгуки про її роботу були прекрасними.
З початком Першої світової війни повернулася до Ставрополя і вступила на курси сестер милосердя, організовані Губернським комітетом Всеросійського Земського союзу спільно з місцевим відділенням Товариства Червоного Хреста. Збереглося постанова Ставропольської губернської земської управи від 7 вересня 1914 року про те, що Римма Іванова направлена сестрою милосердя до Ставропольського єпархіального госпіталю № 2.
17 січня 1915 року Римма Іванова коротко обстригла волосся і пішла добровольцем на фронт. Вона була зарахована до 83-го Самурського полку під чоловічим ім'ям Іван Михайлович Іванов. Обман швидко розкрився, і вона стала служити під своїм справжнім ім'ям.
Римма з'являлася в найнебезпечніших місцях, до того ж зуміла блискуче влаштувати службу порятунку поранених з поля бою. Першу нагороду, Георгіївську медаль 4-го ступеня, отримала в період боїв в українських Карпатах, за винесення з поля бою пораненого прапорщика Гаврилова; другу медаль за порятунок прапорщика Соколова і відновлення пошкодженої лінії зв'язку.
Самурци буквально обожнювали свою медсестру і вважали її талісманом полку.Ее родители беспокоились за судьбу дочери, и Римма отправила письмо, в котором рассказывала о том, что у неё всё хорошо:
|  | Господи, як хотілося б, щоб ви заспокоїлись. Так пора б уже. Ви повинні радіти, якщо любите мене, що мені вдалося влаштуватися і працювати там, де я хотіла... Але ж не для жарту це я зробила і не для власного задоволення, а для того, щоб допомогти. Так дайте ж мені бути істинною сестрою милосердя. Дайте мені робити те, що добре і що потрібно робити. Думайте, як хочете, але даю вам чесне слово, що багато-багато віддала б для того, щоб полегшити страждання тих, які проливають кров. Але ви не турбуйтеся: наш перев'язувальний пункт не піддається обстрілу... Мої хороші, не хвилюйтеся, заради Бога. Якщо любите мене, то намагайтеся робити так, як мені краще... Ось це і буде тоді справжня любов до мене. Життя взагалі коротке, і треба прожити його якомога повніше і краще. Допоможи, Господи! Моліться за Росію і людство. |

За мужність при порятунку поранених вона була удостоєна Георгіївського хреста 4-го ступеня (знак відзнаки Військового ордена Святого Георгія для нижніх чинів) і двох Георгіївських медалей. Після короткої відпустки в серпні 1915 року вона вступила до 105-го піхотного Оренбурзького полку під управління свого брата — полкового лікаря Володимира Іванова.
9 вересня 1915 року біля села Мокра Дуброва (нині Пінський район Брестської області Республіки Білорусь) під час бою Римма Іванова під вогнем надавала допомогу пораненим. Коли під час бою загинули обидва офіцери роти, вона підняла роту в атаку і кинулася на ворожі окопи. Позиція була взята, але сама Римма Іванова отримала смертельне поранення розривною кулею в стегно. Їй щойно виповнився 21 рік. 10 вересня 1915 року відбулося відспівування загиблої в храмі села Доброславка. Свідки кажуть, що помираюча Римма просила Бога врятувати державу.
Незабаром в німецьких газетах було опубліковано протест голови Кайзерівського Червоного Хреста генерала Пфюля. Посилаючись на Конвенцію про нейтралітет медичного персоналу, він рішуче заявляв, що «сестрам милосердя не личить на полі бою здійснювати подвиги».
Указом Миколи II, у вигляді виключення, Римма Іванова була посмертно нагороджений офіцерським орденом Святого Георгія IV ступеня. Вона стала третьою жінкою (після королеви Обох Сицилій Марії-Софії-Амалії) і другою (після засновниці) громадянкою Росії, нагородженої за 150 років його існування, і єдиною жінкою-кавалером ордена, удостоєною його посмертно.

З телеграми командира корпусу ставропольському губернатору:
|  | Государ Імператор 17 вересня зволив вшанувати пам'ять покійної сестри милосердя Римми Михайлівни Іванової орденом Святого Георгія 4-го ступеня. Сестра Іванова, незважаючи на вмовляння полкового лікаря, офіцерів і солдатів, завжди перев'язувала поранених на передовій лінії під страшним вогнем, а 9 вересня, коли було вбито обидва офіцери 10-ї роти 105-го Оренбурзького полку, зібрала до себе солдатів і, кинувшись вперед разом з ними, взяла ворожі окопи. Тут вона була смертельно поранена і померла, оплакувана офіцерами і солдатами. Корпус з глибоким жалем і співчуттям засвідчує повагу сім'ї покійної, яка виростила героїню - сестру милосердя. Про що прошу повідомити батькам і рідним, проживаючим на вулиці Лермонтовській, 28. |

## Похорон
Брат Римми, полковий лікар Володимир Іванов перевіз тіло сестри до рідного Ставрополя. Її було з почестями поховано 24 вересня 1915 року біля Андріївської церкви. На траурну церемонію зібралися сотні жителів Ставрополя, в тому числі і перші особи губренії — губернатор Броніслав Янушевич, єпископ Михайло, представники місцевого дворянства.
У прощальному слові протоієрей Симеон Нікольський сказав: «Франція мала Орлеанську діву Жанну д'Арк. Росія має Ставропольскую діву — Римму Іванову. І ім'я її відтепер буде вічно жити в царствах світу». Труну опускали в землю під звуки збройового салюту.
З 7 по 9 жовтня 1915 року в Ставрополі відбулася урочиста церемонія прощання й похорону Римми Іванової.

## Пам'ять
У листопаді 1915 року на замовлення військового відомства був знятий фільм «Героїчний подвиг сестри милосердя Римми Михайлівни Іванової». Але кінопропаганда в ті роки робила свої перші кроки, і вони були дуже незграбними. Сестра милосердя на екрані, розмахуючи шаблею, дріботіла по полю в туфлях на високих підборах і при цьому намагалася не розтріпати модну зачіску. Офіцери полку, в якому служила Іванова, подивившись фільм, пообіцяли «відловити антрепренера і змусити його з'їсти плівку». У столиці посипалися листи і телеграми протесту обурених фронтовиків. У підсумку на прохання фронтовиків і батьків Римми Іванової особливим циркуляром товариша міністра внутрішніх справ у лютому 1916 року він був знятий з прокату по всій території Росії.
До Жовтневої революції були засновані стипендії імені Іванової у фельдшерській школі, Ольгинської гімназії і земській школі села Петровське, висловлювалися пропозиції встановити пам'ятник у місті Ставрополь. Ім'я Римми було увічнено на пам'ятнику героям Великої війни, відкритому в 1916 році у Вязьмі (пізніше пам'ятник було знесено). Протоієрей Симеон Нікольський випустив у 1916 році у світ брошуру «Пам'яті героїні честі сестри милосердя Римми Михайлівни Іванової», в якій проводив думку про її причислення до лику святих православної Церкви.
У радянський час про Римму Іванову забули, однак після розпаду СРСР про неї знову згадали.
Іменем Римми Іванової названа вулиця в 204-му кварталі Ставрополя.
На честь Римми Іванової встановлена меморіальна дошка на будинку інтернату для глухих дітей (Ольгінська гімназія).
28 квітня 2014 року було встановлено меморіальний знак на місці загибелі дівчини в селі Мокра Діброва Пінського району Брестської області Білорусі, а на будівлі храму в селі Доброславка Пінського району Брестської області Білорусі — меморіальна дошка.
У радянській публіцистиці ім'я Римми Іванової знову зазвучало в присвяченій її життю і подвигу повісті-хроніці Юрія Христинина «Сестра милосердя» (1987) [Архівовано 6 квітня 2019 у Wayback Machine.]. У книгах В'ячеслава Бондаренка «Сто великих подвигів Росії» (2011, серія «Сто великих…») і «Герої Першої світової» (2013, серія ЖЗЛ) долю Р. М. Іванової присвячені окремі глави.
У 2013 році білоруськими кінематографістами був знятий документальний фільм «Свята Римма» [Архівовано 7 травня 2021 у Wayback Machine.] (автори сценарію — В'ячеслав Бондаренко і Валерій Карпов, режисер — Валерій Карпов), присвячений долі Р. М. Іванової. 5 лютого 2014 року відбулася прем'єра фільму в Мінську одночасно з презентацією книги В'ячеслава Бондаренка «Дванадцять подвигів на славу Вітчизни», в якій розміщений розповідь про Р. М. Іванової. 6 лютого фільм був показаний на її батьківщині, в Ставрополі. У березні 2014 року фільм показаний в кінотеатрах по всій Білорусі. У травні 2014 року удостоєний диплома Х Міжнародного кінотелефестивалю «Перемогли разом» (Севастополь).
22 вересня 2015 року в Ставрополі на території храму Андрія Первозванного була організована і проведена патріотична акція, присвячена сторіччю загибелі Римми Іванової. У заході взяло участь близько 200 осіб. Вшанувати пам'ять сестри милосердя прийшли учні козачих кадетських класів, студенти Північно-Кавказького федерального університету, а також жителі Ставрополя. Була відслужена панахида, після чого учасники акції поклали на її могилу квіти.
17 вересня 2016 року пам'ятник Риммі Івановій був відкритий в Ставрополі на Алеї почесних громадян міста. Відкриття відбулося в рамках святкування Дня міста Ставрополя і Ставропольського краю.
27 червня 2017 року пам'ятник Риммі Івановій був відкритий в місті Михайловске Ставропольського краю.
27 червня 2018 року пам'ятний бюст Римми Іванової відкритий в Ставрополі на проспекті Жовтневої революції, у будівлі колишньої Ольгинської жіночої гімназії

## Нагороди
- Орден Святого Георгія IV ступеня
- Георгіївський Хрест IV ступеня
- Георгіївська медаль IV і III ступенів.